# Ємаші
Ємаші́ (рос. Емаши) — село у складі Білокатайського району Башкортостану, Росія. Адміністративний центр Ємашинської сільської ради.
Населення — 1025 осіб (2010; 1142 у 2002).
Національний склад:
- росіяни — 92 %